# La Providencia, Coatepec Harinas
La Providencia är en ort i Mexiko, tillhörande kommunen Coatepec Harinas i södra delen av delstaten Mexiko. Orten hade 135 invånare vid folkräkningen 2010.